# Геологічний молоток
Геологічний молоток також скельний молоток, геологічна кирка або неформально геокирка — молоток, який використовується для розколювання та розбивання каменів. У польовій геології вони використовуються для отримання свіжої поверхні гірської породи для визначення її складу, орієнтації шару, природи, мінералогії, історії та польової оцінки міцності породи. У колекціонуванні копалин і мінералів вони використовуються для руйнування гірських порід з метою виявлення зразків усередині. Геологічні молотки також іноді використовують для масштабування фотографії. Молоток також служить розширенням почуттів, дозволяючи геологу сприймати зернистість породи, міцність і стійкість до тріщинності, що може мати значення для її використання чи ідентифікації. Геологічний молоток часто використовується разом із зубилом.